# Buchanan Medal
Die Buchanan Medal ist ein von der Royal Society vergebener Preis, der seit 1897 für herausragende wissenschaftliche Beiträge auf dem gesamten Gebiet der Medizin vergeben wird. Viele Jahre lang wurde der Preis in einem Fünf-Jahres-Rhythmus vergeben, seit 1990 erfolgte die Vergabe alle zwei Jahre – zunächst in geraden Jahren, ab 2011 in ungeraden Jahren, seit 2017 jährlich. Der Preis ist nach George Buchanan (1831–1895) benannt, einem Londoner Arzt und Pionier der Hygiene, der die Medaille 1894 stiftete.
Das Preiskomitee berücksichtigt möglichst Forscher, die am Anfang oder in der Mitte ihre Karriere stehen. Voraussetzung für den Preisträger ist die Staatsbürgerschaft – oder mindestens dreijähriger ständiger Aufenthalt – in einem Land des Commonwealth of Nations oder der Republik Irland.
Die Preis besteht aus einer Silbermedaille und einem Preisgeld von 2000 Pfund Sterling (Stand 2023).

## Preisträger
- 1897 John Simon
- 1902 Sydney Arthur Monckton Copeman
- 1907 William Henry Power
- 1912 William C. Gorgas
- 1917 Almroth Wright
- 1922 David Bruce
- 1927 Major Greenwood
- 1932 Thorvald Madsen
- 1937 Frederick Fuller Russell
- 1942 Wilson Jameson
- 1947 Edward Mellanby
- 1952 Samuel Rickard Christophers
- 1957 Neil Hamilton Fairley
- 1962 Arthur Landsborough Thomson
- 1967 Graham Wilson
- 1972 Richard Doll
- 1977 David Evans
- 1982 Frederick Warner
- 1987 Gyorgy Karoly Radda
- 1990 Cyril Clarke
- 1992 Denis Parsons Burkitt
- 1994 David Weatherall
- 1996 Norman Henry Ashton
- 1998 Barry Marshall
- 2000 William Stanley Peart
- 2002 Michael Waterfield
- 2004 David P. Lane
- 2006 Iain MacIntyre
- 2008 Christopher Marshall
- 2010 Peter Cresswell
- 2011 Stephen Philip Jackson
- 2013 Douglas Higgs
- 2015 Irwin McLean
- 2017 Peter J. Ratcliffe
- 2018 Adrian Peter Bird
- 2019 Gillian Griffiths
- 2020 Doug Turnbull
- 2021 Anne Ferguson-Smith
- 2022 Richard Moxon
- 2023 Hagan Bayley
- 2024 Jane Visvader und Geoffrey Lindeman